# 赫尔利 (南达科他州)
赫尔利（英語：Hurley），是美国南达科他州下属的一座城市。根据2010年美国人口普查，该市有人口415人。论人口在本州排行第135。